# ندوة سانت غالن
ندوة سانت غالن ، التي كانت تعرف سابقا باسم ندوة الإدارة الدولية وندوة أي اس سي
هي المؤتمر السنوي الذي يقام في جامعة سانت غالن في سانت غالن، سويسرا، تهدف إلى تعزيز ثقافات الحوار بين صناع القرار اليوم وغدا.
هدف الندوة هو المساهمة في المحافظة ومواصلة تطوير نظام اقتصادي ليبرالي اجتماعي
تأسست في سانت غالن الندوة كرد على الاضطرابات الطلابية العالمية عام 1968 ومنذ ذلك الحين نظمت من قبل لجنة الطلاب الدولية، وهي مبادرة طلابية في جامعة سانت غالن
حاليا، هذا المنتدى الحواري يستضيف أكثر من 1،000مشارك في كل عام، وهي من بين أكبر الأحداث البارزة ومشغلة بالكامل من قبل الطلاب.
شخصيات مثل جوزيف أكرمان، محمد خاتمي، روبرت دادلي وراتان تاتا حضروا الندوة في السنوات الأخيرة.